# Chrysodeixis luzonensis
Chrysodeixis luzonensis är en fjärilsart som beskrevs av Alfred Ernest Wileman och Reginald James West 1929.
Chrysodeixis luzonensis ingår i släktet Chrysodeixis och familjen nattflyn. Inga underarter finns listade i Catalogue of Life.